# Wrath of the Norsemen
Wrath of the Norsemen är en live-dvd med Amon Amarth, släppt efter turnén som följde på Fate of Norns. Den består av tre dvd-skivor. Den första innehåller en show från Köln i Tyskland 16 augusti 2005. Den andra dvd:n består av två shower; dels från Summer Breeze-festivalen i Abtsgmünd i Tyskland, och dels från Metal Blade Rrroooaaarrr i Stuttgart. Den skivan innehåller även en cover av en Six Feet Under-låt. Tredje skivan innehåller deras spelning på Wacken Open Air 2004, samt releasespelningen för Fate of Norns.

## Låtlista
Skiva ett
1. Intro	01:52
2. An Ancient Sign of Coming Storm	04:36
3. Pursuit of Vikings	05:57
4. Ride for Vengeance	04:55
5. Masters of War	05:16
6. The Last With Pagan Blood	05:38
7. Once Sealed in Blood	05:23
8. Bastards of a Lying Breed	05:41
9. Fate of Norns	06:01
10. Thousand Years of Oppression	06:06
11. Versus the World	05:55
12. North Sea Storm	05:29
13. Releasing Surtur's Fire	05:32
14. Annihilation of Hammerfest	05:42
15. Friends of the Suncross	05:02
16. Bloodshed	05:30
17. Amon Amarth	11:54
18. For the Stabwounds in Our Backs	05:32
19. Where Silent Gods Stand Guard	06:53
20. Bleed for Ancient Gods	04:25
21. Victorious March	07:56
22. Death in Fire	07:44
23. The Vikings Are Coming - A look behind the scenes in Cologne	28:15

Skiva två
1. Intro	01:23
2. An Ancient Sign of Coming Storm	04:37
3. Pursuit of Vikings	06:47
4. Releasing Surtur's Fire	06:00
5. Masters of War	05:24
6. Fate of Norns	06:12
7. Thousand Years of Oppression	07:42
8. Versus the World	06:18
9. For the Stabwounds in Our Backs	04:57
10. Victorious March	08:00
11. Death in Fire	07:41
12. Sorrow Throughout the Nine Worlds	06:02
13. Dragons' Flight Across the Waves	05:10
14. God, His Son and Holy Whore	04:26
15. The Sound of Eight Hooves	05:46
16. Thor Arise	05:03
17. Fall Through Ginnungagap	05:50
18. Burning Creation	05:32
19. ...and Soon the World Will Cease to Be	06:35
20. Valkyries Ride	05:39
21. Pursuit of Vikings	06:00
22. The Beheading of a King	05:38
23. Revenge of the Zombie (Six Feet Under cover) 04:11
24. Death in Fire	05:42

Skiva tre
1. Where Silent Gods Stand Guard	05:59
2. The Sound of Eight Hooves	04:56
3. Avenger	07:49
4. Death in Fire	05:40
5. Pursuit of Vikings	04:41
6. Bastards of a Lying Breed	05:53
7. Masters of War	05:45
8. Versus the World	05:26
9. Bleed for Ancient Gods	06:04
10. For the Stabwounds in Our Backs	05:47
11. Versus the World	06:27
12. Masters of War	05:40
13. North Sea Storm	06:13
14. Thousand Years of Oppression	05:57
15. Bloodshed	05:38
16. The Last With Pagan Blood	06:28
17. An Ancient Sign of Coming Storm	05:28
18. Pursuit of Vikings	04:47
19. Fate of Norns	06:27
20. Once Sealed in Blood	06:38
21. Death in Fire	05:01
22. The Sound of Eight Hooves	05:49
23. Bleed for Ancient Gods	06:37
24. Where Silent Gods Stand Guard	06:11
25. Victorious March	08:36

## Medverkande

### Bandmedlemmar
- Fredrik Andersson – trummor
- Olavi Mikkonen – gitarr
- Johan Hegg – sång
- Johan Söderberg  – gitarr
- Ted Lundström – bas

### Produktion
- Amon Amarth: Arrangör, producent
- Anders Eriksson: Efterproducent
- Thomas Ewerhard: Design, omslag
- Harris Johns: Mastering, mixning
- Achim Kohler: Mastering, mixning